# Nguyễn Minh Phương
Nguyễn Minh Phương (ur. 5 lipca 1980 w Long Khánh) – wietnamski piłkarz występujący na pozycji pomocnika w klubie Đồng Tâm Long An.

## Kariera piłkarska
Nguyễn Minh Phương jest wychowankiem klubu Cảng Sài Gòn. W 2003 roku odszedł do drużyny Đồng Tâm Long An. Obecnie jego zespół gra w pierwszej lidze wietnamskiej.
Zawodnik ten jest także reprezentantem Wietnamu. W drużynie narodowej zadebiutował w 2002 roku. Został również powołany na Puchar Azji 2007, gdzie jego drużyna odpadła w ćwierćfinale. On zaś rozegrał wszystkie spotkania: w grupie ze Zjednoczonymi Emiratami Arabskimi (2:0), Katarem (1:1) i Japonią (1:4) oraz w ćwierćfinale z Irakiem (0:2).